# Dimensión Vertical Oclusal

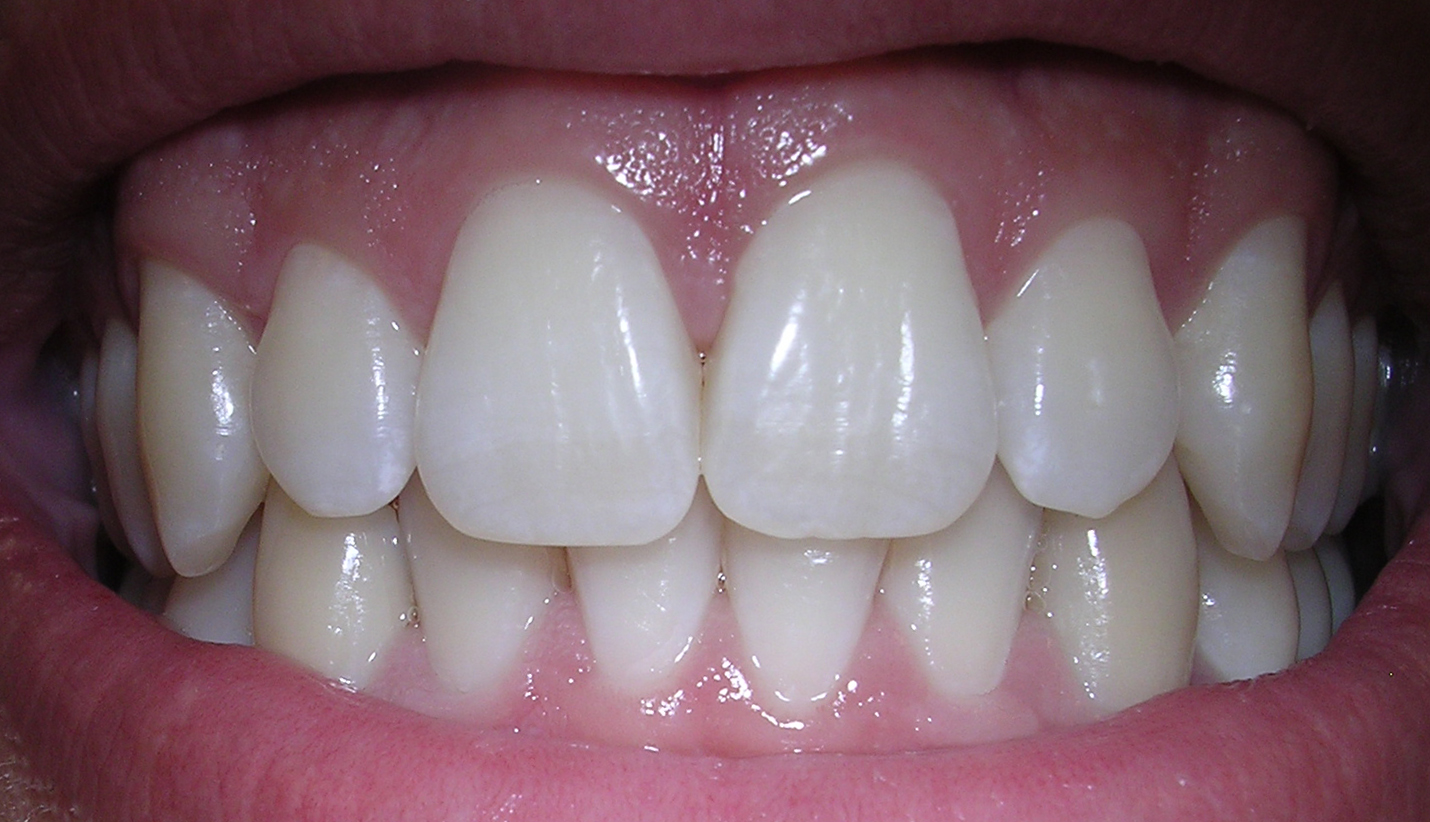
Oclusión Dental

La dimensión vertical oclusal es la altura en sentido vertical  que establece la relación entre el maxilar y la mandíbula cuando los dientes están en oclusión, pudiendo ser estos naturales o protésicos.
Por ser un espacio que depende del contacto dentario puede sufrir modificaciones en el tiempo. La pérdida de las piezas dentarias o su desgaste, provoca que esta dimensión vertical no se conserve. 
Registrar la dimensión vertical oclusal adecuada es fundamental para la rehabilitación protésica del paciente odontológico ya que determina la altura que se va a dar a las piezas dentales en una rehabilitación oral, sea una prótesis completa, removible o una prótesis fija.
La determinación de la dimensión vertical es compleja y su cálculo incorrecto puede significar el fracaso del tratamiento rehabilitador debido a alteraciones estéticas,  cambios en la actividad de la musculatura masticatoria, queilitis angular,  en definitiva, incomodidad al paciente.

## Técnicas de determinación
No existe un método científicamente aceptado que por sí solo nos permita registrar la dimensión vertical oclusal en forma precisa.
Se han propuesto muchos métodos para obtener la dimensión vertical oclusal siendo los más utilizados  los métodos cefalométricos o la utilización de articuladores semiajustables.
En todas las  técnicas, la dimensión vertical se obtiene con la posición mandibular más retraída en el plano horizontal, que es la posición fisiológica oclusal, también denominada relación céntrica.